# Elecciones a la Asamblea de Ceuta de 1983
Las elecciones a la Asamblea de Ceuta de 1983 se celebraron en mayo de 1983. El partido con más votos fue el Partido Socialista Obrero Español. En un principio fue elegido como alcalde Francisco Fráiz con el apoyo del dos diputados del Partido Nacionalista Ceutí. Pero uno de los diputados del PNC desertó, quedando el gobierno en minoría, y entonces se formó una nueva coalición con el apoyo de un diputado del CDS.
Disputas internas en el PSOE de Ceuta llevaron a que cuatro de sus diputados se rebelaran contra Francisco Fráiz, proponiendo al segundo de la lista de PSOE, Aurelio Puya, como alcalde. Con el apoyo de la oposición, siete diputados de AP, uno del CDS, dos del PDL y uno del PNC, se solicitó una moción de censura y se destituyó a Fráiz.
| ← Elecciones a la Asamblea de Ceuta de 1983 → |                                                              |           |       |       |         |     |
| Presidente y gobierno | Partido                                                      | Candidato | Votos | %     | Escaños | +/- |
| - Alcalde: Francisco Fráiz (1983-1985) (PSOE) / Aurelio Puyas (1985-1987) (PSPC) - Gobierno: PSOE, PNC y PSOE, PNC, CDS / (PSPC), AP, CDS, PNC, PDL, - Censo: 38.311 - Votantes: 19.305 (49,69%) - Abstención: 19.276 (44,1%) - Válidos: 19.035 - A candidatura: 19.305 (100%) | Partido Socialista Obrero Español (PSOE)                     |           | 8.071 | 42,4  | 12      |     |
| - Alcalde: Francisco Fráiz (1983-1985) (PSOE) / Aurelio Puyas (1985-1987) (PSPC) - Gobierno: PSOE, PNC y PSOE, PNC, CDS / (PSPC), AP, CDS, PNC, PDL, - Censo: 38.311 - Votantes: 19.305 (49,69%) - Abstención: 19.276 (44,1%) - Válidos: 19.035 - A candidatura: 19.305 (100%) | Alianza Popular-Partido Demócrata Popular-Unión Liberal (AP) |           | 4.590 | 24,11 | 7       |     |
| - Alcalde: Francisco Fráiz (1983-1985) (PSOE) / Aurelio Puyas (1985-1987) (PSPC) - Gobierno: PSOE, PNC y PSOE, PNC, CDS / (PSPC), AP, CDS, PNC, PDL, - Censo: 38.311 - Votantes: 19.305 (49,69%) - Abstención: 19.276 (44,1%) - Válidos: 19.035 - A candidatura: 19.305 (100%) | Centro Democrático y Social (CDS)                            |           | 1.720 | 9,04  | 2       |     |
| - Alcalde: Francisco Fráiz (1983-1985) (PSOE) / Aurelio Puyas (1985-1987) (PSPC) - Gobierno: PSOE, PNC y PSOE, PNC, CDS / (PSPC), AP, CDS, PNC, PDL, - Censo: 38.311 - Votantes: 19.305 (49,69%) - Abstención: 19.276 (44,1%) - Válidos: 19.035 - A candidatura: 19.305 (100%) | Partido Demócrata Liberal (PDL)                              |           | 1.540 | 8,09  | 2       |     |
| - Alcalde: Francisco Fráiz (1983-1985) (PSOE) / Aurelio Puyas (1985-1987) (PSPC) - Gobierno: PSOE, PNC y PSOE, PNC, CDS / (PSPC), AP, CDS, PNC, PDL, - Censo: 38.311 - Votantes: 19.305 (49,69%) - Abstención: 19.276 (44,1%) - Válidos: 19.035 - A candidatura: 19.305 (100%) | Agrupación electoral independiente (INDEP)                   |           | 1.403 | 7,37  | 0       |     |
| - Alcalde: Francisco Fráiz (1983-1985) (PSOE) / Aurelio Puyas (1985-1987) (PSPC) - Gobierno: PSOE, PNC y PSOE, PNC, CDS / (PSPC), AP, CDS, PNC, PDL, - Censo: 38.311 - Votantes: 19.305 (49,69%) - Abstención: 19.276 (44,1%) - Válidos: 19.035 - A candidatura: 19.305 (100%) | Partido Nacionalista Ceutí (PNC)                             |           | 1.285 | 6,75  | 2       |     |
| - Alcalde: Francisco Fráiz (1983-1985) (PSOE) / Aurelio Puyas (1985-1987) (PSPC) - Gobierno: PSOE, PNC y PSOE, PNC, CDS / (PSPC), AP, CDS, PNC, PDL, - Censo: 38.311 - Votantes: 19.305 (49,69%) - Abstención: 19.276 (44,1%) - Válidos: 19.035 - A candidatura: 19.305 (100%) | Partido Comunista de España (PCE)                            |           | 426   | 2,24  | 0       |     |
| - Alcalde: Francisco Fráiz (1983-1985) (PSOE) / Aurelio Puyas (1985-1987) (PSPC) - Gobierno: PSOE, PNC y PSOE, PNC, CDS / (PSPC), AP, CDS, PNC, PDL, - Censo: 38.311 - Votantes: 19.305 (49,69%) - Abstención: 19.276 (44,1%) - Válidos: 19.035 - A candidatura: 19.305 (100%) | En blanco                                                    |           | 0     |       | N/A     | N/A |
| - Alcalde: Francisco Fráiz (1983-1985) (PSOE) / Aurelio Puyas (1985-1987) (PSPC) - Gobierno: PSOE, PNC y PSOE, PNC, CDS / (PSPC), AP, CDS, PNC, PDL, - Censo: 38.311 - Votantes: 19.305 (49,69%) - Abstención: 19.276 (44,1%) - Válidos: 19.035 - A candidatura: 19.305 (100%) | Nulos                                                        |           | 0     |       | N/A     | N/A |